# طلعت میرفندرسکی
ماه‌طلعت میرفندرسکی تدوین‌گر ایرانی است.

## آثار

### تدوین‌گر
- دایره مینا (۱۳۵۷)
- گزارش (۱۳۵۶)
- باغ سنگی (۱۳۵۵)
- بی تا (۱۳۵۱)
- پستچي (۱۳۵۱)
- آقای هالو (۱۳۴۹)